# Dugong
Der Dugong (Dugong dugon), seltener auch Gabelschwanzseekuh oder Seeschwein genannt, ist der einzige heute noch lebende Vertreter der Gabelschwanzseekühe (Dugongidae), die zusammen mit den Rundschwanzseekühen oder Manatis die Ordnung der Seekühe (Sirenia) bilden. Während die Manatiarten gelegentlich das Süßwasser aufsuchen, hält sich der Dugong fast ausschließlich im Salzwasser auf. Sein heutiges Verbreitungsgebiet umfasst die Küsten des Indischen Ozeans und Teile des Westpazifiks. Die Bestände vor Australien haben bedeutenden Umfang – die übrigen sind sehr klein. In der Volksrepublik China gilt der Dugong als funktional ausgestorben.

## Morphologie
Der Dugong wird bis zu vier, meist drei Meter lang und erreicht ein Gewicht von 230 bis 900, meist 400 Kilogramm, womit er den Amazonas-Manati übertrifft, jedoch kleiner als die beiden anderen Manatiarten bleibt. Weibchen sind etwas größer. Die glatte, braune bis dunkelgraue Haut des Dugong weist in Abständen von zwei bis drei Zentimetern kurze Tasthaare auf. Die 35 bis 45 Zentimeter langen Vorderflossen werden von den Jungtieren zur Fortbewegung (Antrieb) genutzt, während adulte Tiere die sogenannten Flipper fast ausschließlich zum Lenken verwenden und den Antrieb der Schwanzflosse (Fluke) überlassen. Die Flipper werden außerdem beim Grasen zum „Abstützen“ auf dem Grund verwendet, nicht zum Prüfen der Nahrung, wie es Tiere in Gefangenschaft taten. Die Schwanzflosse ist, anders als bei den Manatis, nicht rund, sondern an der Hinterkante gerade oder nach innen gewölbt, womit der gabelförmige Schwanz eine auffällige Unterscheidung des Dugong zu Manatis ist. Die Schnauze ist kurz und breit und durch abwärts gebogene, bewegliche Unterlippen sowie ein schlitzförmiges Maul gekennzeichnet.

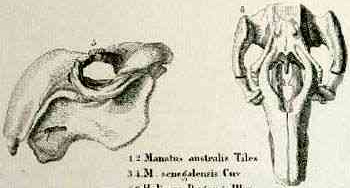
Schädel eines männlichen Dugongs

Der Dugong unterscheidet sich auch durch den Bau seines Schädels von den Manatis: Das Praemaxillare bildet ein abgeknicktes, auffallendes Rostrum, flankiert von sehr robusten Jochbögen, die die Ansatzfläche für den Kaumuskel Musculus masseter bilden. Das Nasenbein fehlt. Das Gebiss des Dugong ist charakteristisch: Bei den Männchen bildet sich ein Schneidezahn (I²), der im neunten bis zehnten Lebensjahr, also in der Pubertät, durchbricht und einen Stoßzahn bildet, bei Weibchen jedoch im Zahnfach bleibt. Die Zahnformel lautet für ein ausgewachsenes Weibchen I 0/0 C 0/0 P 0/0 M 2-3/2-3. Die Backenzähne sind zylinderförmig, dick, haben keine Wurzeln und keinen Zahnschmelz. Der letzte Backenzahn ist doppelzylinderförmig. Bei Jungtieren fehlen je Kieferhälfte zwei Molaren, die spät durchbrechen und beständig wachsen. Die Jungtiere verfügen überdies noch über ein paar Prämolaren, welche jedoch mit zunehmendem Alter weiter nach vorne im Kiefer wandern, wo sie durch den Verschleiß letztendlich verschwinden.

Der Dugong hat sieben Halswirbel (Manatis haben nur sechs), 18 bis 19 Brustwirbel (relativ hohe Anzahl), vier bis fünf Lendenwirbel (eher geringe Anzahl), höchstens einen Sakralwirbel und 28 bis 29 Schwanzwirbel. Das Schulterblatt ist sichelförmig; es hat ein kurzes Acromion. Das Brustbein ist reduziert, ebenso der Beckengürtel; das Schlüsselbein fehlt ganz, und auch das Schambein ist nicht vorhanden. Das Coracoid ist gut ausgebildet. Die Handwurzelknochen zeigen beim Dugong eine Tendenz zur Verschmelzung. 

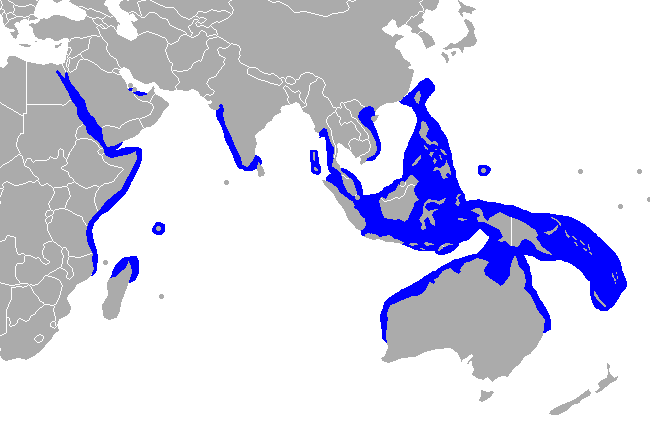
Momentane Verbreitung des Dugong

## Vorkommen
Das derzeitige Verbreitungsgebiet des Dugong umfasst die Küsten von je nach Quelle 40 bis 48 Ländern, die sich von Ostafrika bis Vanuatu erstrecken. Nach Norden und Süden ist ihr Verbreitungsgebiet vom 26. nördlichen und vom 27. südlichen Breitengrad begrenzt. Nur in australischen Küstengewässern gibt es größere zusammenhängende Bestände (v. a. in der Shark Bay); im Rest des Verbreitungsgebietes sind es kleine, durch große Flächen getrennte, bedrohte Populationen. In den größten Teilen des Verbreitungsgebietes sind Dugongs hauptsächlich durch wenige Sichtungen, Erzählungen von Seeleuten oder von gefundenen ertrunkenen Tieren bekannt. In historischen Zeiten waren Dugongs grob geschätzt in allen seegrasbewachsenen indopazifischen Gewässern verbreitet. Den antiken Ägyptern können sie vom Roten Meer her bekannt gewesen sein. Hin und wieder werden einige wenige Dugongs im Mittelmeer nachgewiesen, wobei sich diese Tiere durch den künstlichen Suez-Kanal in das Mittelmeer begeben haben. Wie die meisten Seekühe bewohnt auch der Dugong eher flache Küstengewässer, die meist recht trüb sind.

## Lebensweise

### Allgemeines

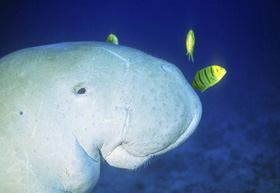
Porträt eines Dugongs

Über die Lebensweise der Dugongs ist noch nicht viel bekannt, da sie unter anderem oft in trüberen Gewässern leben, scheu sind und bei jeder Störung fliehen. Da beim Atmen nur Kopfoberseite und Nasenöffnungen aus dem Wasser gehoben werden, sind sie auch nicht gut zu sehen. Allerdings kann es sein, dass bei sehr klarem Wasser ein Dugong aus oft mehr als 100 Metern Entfernung an ungefährlich erscheinende Taucher oder Schiffe heranschwimmt, um diese zu untersuchen. Gelegentlich gibt es Tiere, die direkten Kontakt mit Tauchern suchen und stundenlang mit ihnen spielen. Nachdem die Neugier befriedigt ist, schwimmt der Dugong im Zickzack davon, wahrscheinlich, um das eben untersuchte Objekt mit jeweils einem Auge im Blick behalten zu können. Die Neugier der Dugongs lässt darauf schließen, dass sie speziell als ausgewachsene Tiere kaum natürliche Feinde haben, obwohl davon berichtet wird, dass selbst große Dugongs von Schwertwalen und Haien attackiert wurden. Außer durch ihre Größe werden Dugongs auch durch eine robuste Haut, eine dichte Knochenstruktur und ein stärker gerinnungsfähiges Blut geschützt, das Wunden schnell verschließt. Außerdem wurden bereits Dugongs im seichten Wasser beobachtet, die zusammen einen Hai mit ihren Schnauzen wegschoben und somit in Zusammenarbeit einem Feind entrannen – ein hoch entwickeltes Sozialverhalten.

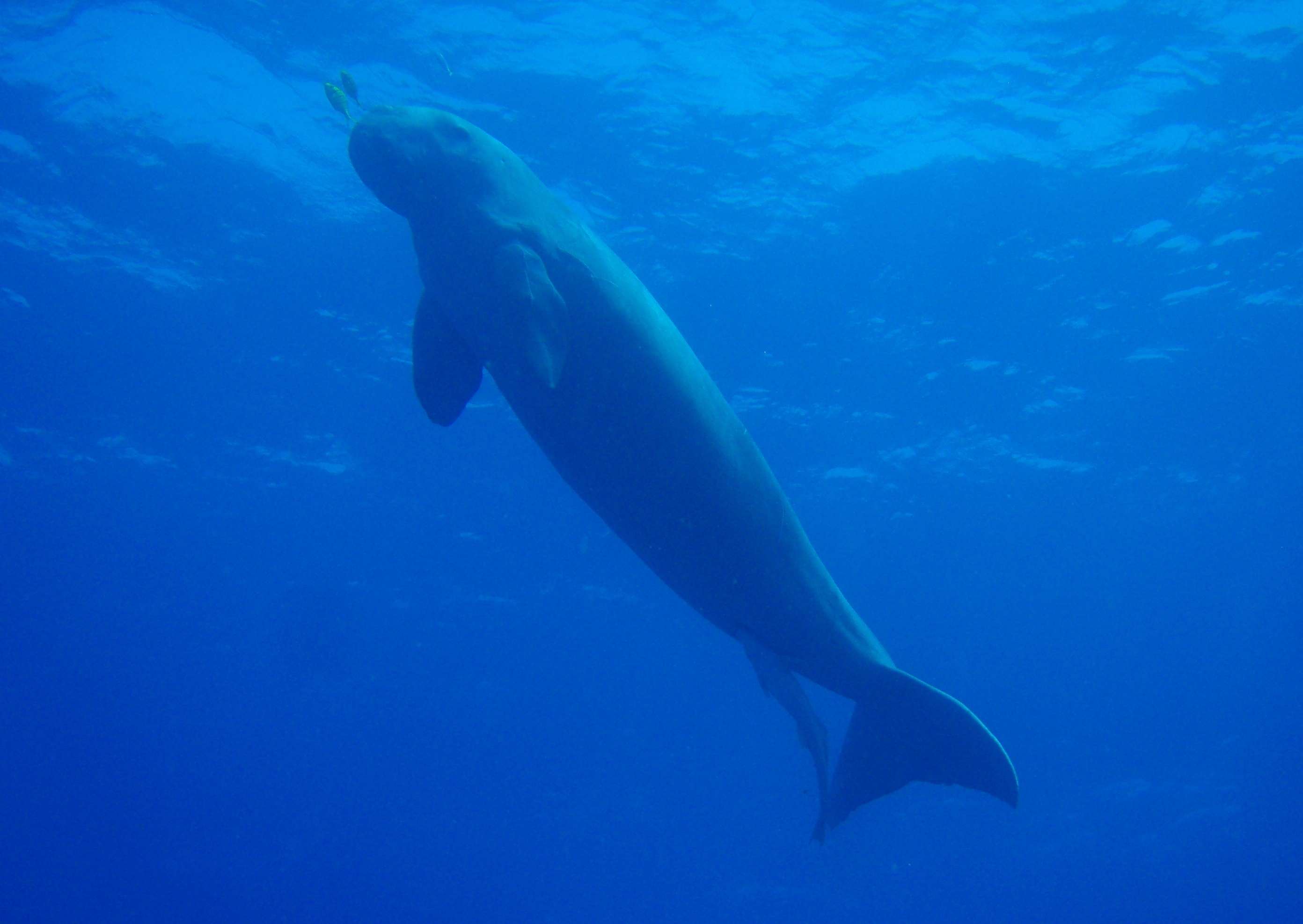
Dugong

Dugongs können sich mit ca. 10 km/h, in Eile etwa doppelt so schnell fortbewegen. Die Tiere atmen während des Grasens alle 40 bis 400 Sekunden. Mit zunehmender Tiefe steigt auch die Dauer des Atemintervalles. Manchmal schauen sie sich während des Atmens um; meist aber ragen nur die Nasenlöcher aus dem Wasser. Oft stoßen sie beim Ausatmen einen Laut aus, der lautmalerisch mit „p-haa“ ausgedrückt werden könnte und recht weit gehört werden kann.

### Wanderverhalten
Durch mit Transpondern markierte Tiere hat man festgestellt, dass Dugongs im Wesentlichen sesshafte Tiere sind, deren Streifgebiete nur wenige Dutzend Quadratkilometer Größe aufweisen. Gelegentlich begeben sich Dugongs jedoch auf plötzliche, hunderte Kilometer lange Wanderungen, deren Gründe noch nicht vollständig bekannt sind.
Das Wanderverhalten wurde in Australien erforscht, wo 60 Tiere mit Transpondern und Satelliten überwacht wurden. Die Bewegungen richten sich nach den Gezeiten, und in Gegenden mit ausgeprägtem Tidenhub bewegen sich die Tiere häufig, da sie meist in zwei bis sechs Metern Tiefe grasen und minimal ein Meter Tiefe erforderlich ist. An Stellen mit geringem Tidenhub bewegen sich Dugongs wenig, ebenso dort, wo das Seegras außerhalb der Gezeitenzone wächst.
Speziell in den nördlichen Teilen ihres Verbreitungsgebietes in Australien wandern Dugongs jährlich in wärmere Wintergewässer ab. In der westaustralischen Shark Bay werden die dortigen Dugongs im Winter durch die niedrigen Temperaturen gezwungen, ihre Sommerweidegründe und somit ihre bevorzugte Nahrungsquelle zu verlassen und nach einer Wanderung von 160 Kilometern den westlichen, winterwarmen Teil der Bucht zu erreichen, wo sie die Blätter der hartstängeligen, strauchartigen Seegrasart Amphibolis antarctica fressen. In der Moreton Bay machen die Dugongs „Rundreisen“ von 15 bis 40 Kilometern zwischen ihren Weiden und dem offenen Meer. Weniger gut erklärt sind die Wanderungen einiger Tiere um das Great Barrier Reef und den Golf von Carpentaria: Sie legen in wenigen (Hin- und Rückweg zusammengezählt) Tagen 100 bis 600 Kilometer zurück. Ein Erklärungsversuch legt den Wanderungen die Überprüfung der Seegraswiesen zugrunde, da diese oftmals kurz nach ihrer Entstehung oder nach Stürmen verschwinden.

### Sozialverhalten
Gelegentlich bilden Dugongs große Herden von vielen hundert Tieren, die meisten Tiere leben jedoch in kleineren, maximal zwölf Tiere umfassenden Gruppen, welche unter anderem aus einem oder mehreren Weibchen und ihren Kälbern bestehen. Zahlreiche Dugongs sind Einzelgänger. An sehr ertragreichen Stellen mit Seegras sammeln sich oft 60 bis 100 Tiere. Sie kommunizieren unter anderem durch Zwitschern, Trillern und Pfeifen. Durch diese Laute werden Artgenossen vor Gefahren gewarnt oder Kontakt zwischen Kalb und Muttertier gehalten.
Zu Beginn des 18. Jahrhunderts beobachtete der Erfurter Ostindien-Reisende und Autor Ernst Christoph Barchewitz während seines Aufenthalts auf der Leti-Insel als kommandierender Offizier das Sozialverhalten eines Dugong-Paares. Das Weibchen wurde gefangen und getötet. Das Männchen habe sich danach auch töten lassen:
„Einsmals sahe ich zwey grosse Dugungs oder See-Kühe, die kamen gantz nahe bey den Felsen an meinem Lust-Häusgen. Ich ließ geschwind den Mann ruffen, und zeigte ihm die See-Kühe, wie sie da herum giengen, und das grüne Moos, so auf dem Riffe wächset, frassen. […] einen davon stachen sie, das war das Weibgen […]. Als dieser gefangen, kam der andere, welcher das Männgen war, von selbsten, suchte das Weibgen, gieng nicht von dannen, und ließ sich auch stechen; also brachten sie beyde ans Land […]. Jeder dieser Wunder-Fische war über sechs Ellen lang, doch war das Männgen etwas grösser als das Weibgen. Sie hatten Köpffe wie ein Ochse, zwey grosse einer Spannen lange, und eines Daumens dicke Zähne, welche aus dem Rachen herfürrageten, wie bey den wilden Schweinen. Diese Zähne waren so weiß, als das schönste Elffenbein. Das Weibgen hatte zwey Brüste wie ein Weibes-Bild, und das Männgen ein Patrimonium als eine Mannes-Person, Ihr Eingeweyde war wie bey einem Rinde, und das Fleisch schmeckte auch dem Rindfleische gleich.“

### Ernährung
Dugongs sind rein herbivor (pflanzenfressend) und ernähren sich von Seegras. Sie fressen hauptsächlich die kohlenhydratreichen Rhizome der Seegräser, die aus dem Bodensubstrat hervor gegründelt werden; allerdings ernähren sie sich nicht ausschließlich von den unterirdischen Teilen der Pflanzen, die auch oft im Ganzen verschlungen werden. Häufig grasen sie in Tiefen von zwei bis sechs Metern. Allerdings wurden die typischen flachen, gewundenen Furchen bzw. Rinnen, die sie beim Grasen hinterlassen, auch in 23 Metern Tiefe gefunden. Um an die Rhizome oder Wurzeln zu kommen, haben Dugongs spezielle Techniken entwickelt. Die Rhizome werden ausgegraben. Wurzeln erreichen Dugongs in folgendem Bewegungsablauf: Mit lateral verlaufenden Muskelkontraktionen der hufeisenförmigen Oberlippen wird die oberste Sedimentschicht entfernt, dann werden die Wurzeln aus dem Boden gelöst, durch Schütteln gereinigt und gefressen. Die von Dugongs bevorzugten Seegräser sind klein, zart und stammen oft aus den Gattungen Halophila und Halodule. Sie enthalten zwar nur wenige Ballaststoffe, jedoch zahlreiche, leicht verdauliche Nährstoffe.
Interessant ist, dass die Seegraswiesen oftmals stark von Dugongs beeinflusst werden; häufig von Dugongs begraste Seegrasflächen weisen mit der Zeit immer mehr faserarme, stickstoffreichere Pflanzen auf. Wird eine Seegraswiese von Dugongs nicht genutzt, nimmt der Anteil faserreicher Arten wieder zu.

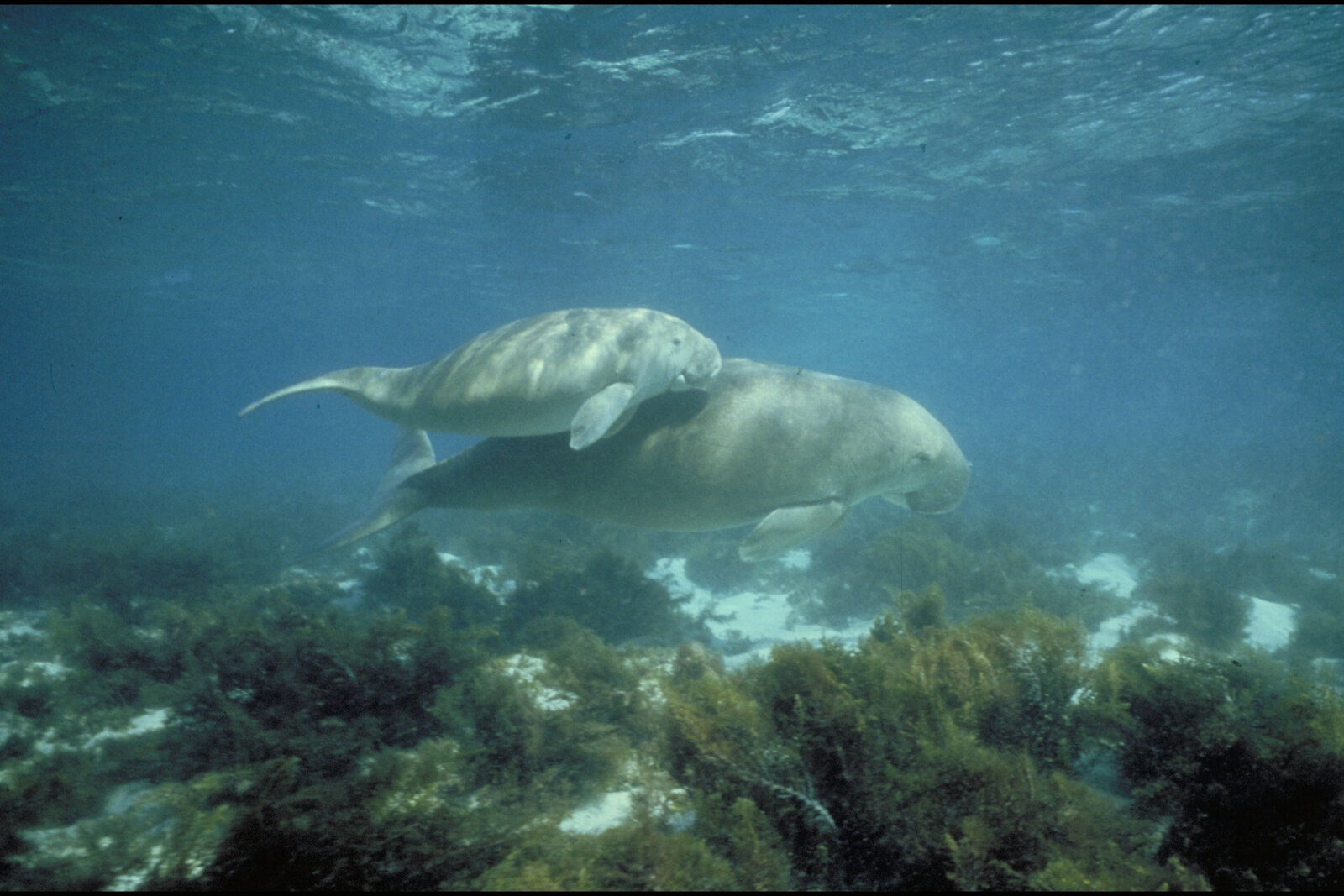
Dugongmutter mit Kalb. Die Mutter-Kind-Beziehung ist die stärkste soziale Bindung bei Seekühen.

### Fortpflanzung
Das tropische Klima ermöglicht lange Paarungszeiten, die sich beim Dugong auf vier bis fünf Monate ausdehnen. In einem Gebiet trafen sich die Männchen stets an einem Werbeplatz; wahrscheinlich ist dies auch in anderen Gebieten so. Die Männchen stoßen Lockrufe aus. Ranghöhere Männchen vollführen Bewegungen, die mit Sit-ups an Land vergleichbar sind. Damit ist der Dugong das einzige Meeressäugetier, das ein klassisches Werbeverhalten aufweist.
Nach einer Tragzeit von etwa 13 Monaten begeben sich die Weibchen zur Geburt in flache Gewässer. Danach bleibt das fast immer einzeln geborene, 100 bis 120 Zentimeter lange und 20 bis 35 Kilogramm schwere Kalb ungefähr zwei Jahre (mindestens 18 Monate) dicht beim Muttertier und sucht bei Gefahr hinter seinem Rücken Deckung. Allerdings beginnen junge Seekühe schon kurz nach der Geburt selbstständig Seegras zu fressen. Erstmals gebären Kühe in einem Alter von zehn bis 17 Jahren. Manchmal werden Weibchen, die ein Jungtier säugen, noch vor der Entwöhnung des Jungtieres trächtig, im Durchschnitt liegen zwischen zwei Geburten drei bis sieben Jahre.
Dugongs werden wahrscheinlich über 60 Jahre alt. Das älteste bekannte Dugongweibchen wurde nach seinem Tode anhand des Wachstums der Stoßzähne auf ein Alter von 73 Jahren geschätzt.

### Parasiten
Paradujardinia halicoris ist ein den Magen besiedelner Spulwurm.

## Systematik
Der Dugong ist der einzige heute noch lebende Vertreter der somit monotypischen Familie der Gabelschwanzseekühe (Dugongidae). In historischen Zeiten existierte mit Stellers Seekuh noch ein weiterer, gigantischer Vertreter der Gabelschwanzseekühe, doch diese Art starb im Jahre 1768 durch Bejagung aus.

## Dugongs und Menschen
Dugongs gehören vor allem wegen ihrer Bejagung zu den bedrohten Tierarten. Neuere Bedrohungen entstehen durch Umweltverschmutzung, Zerstörung der Ökosysteme und Kollisionen mit Schiffen. In menschlicher Obhut werden zurzeit (April 2014) in Unterwasserparks und Aquarien in Japan, Singapur, Indonesien und Australien sechs Dugongs gehalten.

### Etymologie
Der Name stammt aus einer malayo-polynesischen Sprache (vgl. malaiisch duyung). In die Zoologie führte ihn 1765 Georges-Louis Leclerc de Buffon ein, hier noch in der Form dugon. Buffon berief sich wiederum auf einen 1751 erschienenen Reisebericht von Ernst Christoph Barchewitz, demzufolge das Tier auf der Insel Lethi dugung genannt werde. Buffon identifiziert diese Insel mit der philippinischen Insel Leyte; allerdings liegt hier wohl eine Verwechslung vor, denn Barchewitz war als Offizier der Niederländischen Ostindienkompanie nicht auf Leyte, sondern vielmehr auf der „Südwester-Insel“ Leti bei Timor stationiert. Die heute gebräuchliche Form Dugong findet sich erstmals 1788 bei Johann Friedrich Gmelin.

### Der Dugong als Jagdobjekt
Der Dugong wurde von den Ureinwohnern Australiens und anderer Gebiete gejagt, jedoch waren später auch „westliche“ Jäger beteiligt. In der Torres-Straße wurden jährlich rund 1000 Dugongs erlegt. Heute werden die Dugongs nicht mehr oft gejagt, teilweise ist die Jagd auf sie strafbar.
Meist wurde der Dugong wegen seines als Nahrung genutzten Fleischs gejagt, das weichem Kalbfleisch ähneln soll. Aus der Haut kann qualitativ hochwertiges Leder hergestellt werden. Aus den Tieren wird außerdem Öl gewonnen, insgesamt 24 bis 56 Liter pro adultem Exemplar, das als Schmieröl etc. eingesetzt wird. Daneben nutzt man Knochen und Zähne, aus denen Schmuck, Skulpturen und anderes hergestellt wird. Außerdem kann hieraus qualitativ hochwertige Kohle für die Zuckerveredelung hergestellt werden. Asiatische Kulturen fingen den Dugong, um aus ihm „Medizin“ und Aphrodisiaka herzustellen.

### Weitere Bedrohungen
Seegraswiesen sind sehr sensible Ökosysteme und zurzeit nicht nur durch Grundschleppnetze bedroht, sondern auch durch Abwässer, Umweltgifte, Schwermetalle und Abfälle. Auch Unwetter können hunderte Quadratkilometer Seegraswiesen zerstören, die sich allerdings bei unveränderten Umweltbedingungen rasch regenerieren. Der Verlust der Nahrungsgrundlage und des Lebensraumes ist eine der Bedrohungen für den Dugong. Außerdem werden sie durch Chemikalien geschädigt und vergiftet. Zwischen 1996 und 2000 wurden insgesamt 53 Dugongs untersucht, die tot an der Küste von Queensland strandeten. Bei 59 % der Tiere ließ sich DDT im Blubber nachweisen.
Fischernetze (speziell Schleppnetze) sind vielleicht eine der größten momentanen Bedrohungen für Dugongs. Die Tiere verfangen sich in den Netzen und ertrinken. Mittlerweile wurden auf Geräuschen basierende Warnsysteme für Dugongs entwickelt, welche die Mortalität nicht unwesentlich sinken lassen. In Hainetzen zum Schutz von Badetouristen verfingen sich zwischen 1962 und 1995 837 Dugongs, von denen der Großteil starb.
Zusammenstöße mit Schiffen gehören ebenfalls zu den Bedrohungsfaktoren der Dugongs. Schiffsschrauben verletzen die Tiere oft tödlich. Speziell Dugongs in seichteren Gewässern sind hiervon betroffen.

### Bestandsentwicklung
Durch Bejagung und andere Gefährdungen ist der Dugong mittlerweile vielerorts stark bedroht, von den Maskarenen, den Lakkadiven und den Malediven sind sie mittlerweile komplett verschwunden. Sehr selten geworden sind sie vor Guam, Yap, den Ryūkyū-Inseln und den Küsten Ostasiens. Allgemein sind die Populationen um Indien, Afrika, Madagaskar, Südostasien und Neukaledonien stark bedroht. 1979 wurde noch die Gesamtzahl auf 30.000 Individuen in Freiheit geschätzt, doch Luftüberwachung von 1994 kam zu viel höheren Ergebnissen: Etwa 10.000 Tiere leben in der Shark Bay, 12.000 um das Great Barrier Reef, 17.000 im Golf von Carpentaria, mindestens 14.000 im restlichen Northern Territory von Australien und mindestens 24.000 in der Torres-Straße. Insgesamt sind es um Australien wohl etwa 80.000 Tiere. Dies ist das einzige Verbreitungsgebiet, in dem Dugongs noch häufig sind. Die größte Population außerhalb Australiens befindet sich im Persischen Golf; sie umfasst mehr als 7000 Tiere.

### Dugongs in der Literatur
Der französische Autor Jules Verne nahm den Dugong in sein Werk 20.000 Meilen unter dem Meer auf, in dem die Protagonisten einem Dugong begegnen, dessen Größe mit sieben Metern Länge deutlich übertrieben wird. Sie entspricht allerdings der in der zweiten Hälfte des 18. Jahrhunderts durch Bejagung ausgestorbenen größeren Art dieser Familie, der Stellerschen Seekuh. Das starke Zurückgehen des Bestands im Roten Meer durch intensive Jagd wird angesprochen.
[...]Sein Fleisch, ein wirkliches Fleisch, ist ausnehmend geschätzt, [...]. Darum macht man auch so hitzig Jagd auf das vortreffliche Tier, daß es, wie der Manati, sein Stammesgenosse, immer seltener wird.
Auch wird dort das Tier von einem der Protagonisten als
Gattung Seekühe, Familie Säugetiere, Ordnung Wirbeltiere, Klasse Chordatiere
klassifiziert, womit die starke Unsicherheit der Einordnung und die Differenzen der heutigen zur damaligen Systematik deutlich werden. Das Tier wird in der Erzählung harpuniert, worauf es flieht. Schließlich, auch nach heutigem Kenntnisstand eher unwahrscheinlich, griff der Dugong das Boot an. Am Ende wird der Dugong getötet und verzehrt.
Auch im Roman Die geheimnisvolle Insel wird der Dugong als aggressives Tier dargestellt, das einen Hund attackiert und schließlich einem größeren Meeresbewohner zum Opfer fällt.